# Daniel Chasquetti
Daniel Chasquetti Pérez (Montevideo, 27 de mayo de 1964) es un politólogo e investigador uruguayo.

## Carrera
En 1997 obtiene su licenciatura en ciencia política en la Universidad de la República. Posteriormente, en 2001 obtiene su maestría en ciencia política con una tesis sobre Multipartidismo y coaliciones en América Latina. Y en 2010 obtiene su doctorado en ciencias sociales con una tesis sobre Carreras legislativas en Uruguay.
Es Profesor Titular en el Departamento de Ciencia Política de la Universidad de la República. Ha publicado varios artículos de análisis político y electoral, algunos de ellos conjuntamente con el economista Mario Bergara.

## Obras
- Parlamento y Carreras Legislativas en Uruguay: un estudio sobre reglas, partidos y legisladores en las Cámaras. Montevideo: UdelaR. 2014. p. 330. ISBN 9789974010895.
- Democracia, presidencialismo y partidos políticos en América Latina: evaluando la “difícil combinación”. Montevideo: Cauce. 2008. p. 180. ISBN 9789974806832.
- Fragmentación política y gobierno en Uruguay: ¿un enfermo imaginario?. Montevideo: Instituto de Ciencia Política, FCS-UdelaR. 1999. p. 130. ISBN 9789974001053. (con Daniel Buquet y Juan Andrés Moraes)

Chasquetti fue galardonado con el Premio Legión del Libro otorgado por la Cámara Uruguaya del Libro.